# Gräshoppsastrild
Gräshoppsastrild (Paludipasser locustella) är en fågel i familjen astrilder inom ordningen tättingar.

## Utseende och läte
Gräshoppsastrilden är en udda, liten och mörk astrild. Hanen är svart med orangeröd huva och honan mörkgrå ovan och ljus under med kraftiga tvärband. Båda könen uppvisar mestadels orange på vingar och övergump, vilket syns tydligt i flykten. Lätet är ett upprepat "teeu".

## Utbredning och systematik
Gräshoppastrild placeras som ensam art i släktet Paludipasser. Den delas upp i två underarter:
- P. l. locustella – förekommer från Angola till södra Tanzania, norra Moçambique och östra Zimbabwe
- P. l. uelensis – förekommer från västra Kongo till centrala Nigeria och västra Kenya

## Levnadssätt
Gräshoppsastrilden förekommer i fuktiga gräsmarker, där den är en ovanlig fågel. Den ses vanligen inte förrän den skräms upp. 

## Status
Arten har ett stort utbredningsområde och beståndet anses stabilt. Internationella naturvårdsunionen IUCN listar den därför som livskraftig (LC).